# Оксимы
Оксимы (или изонитрозосоединения) — органические соединения, включающие в себя одну или несколько изонитрозогрупп RR1C=N-OH. Обычно рассматриваются как производные альдегидов (R1 = H) — альдоксимы и кетонов — кетоксимы. Для альдоксимов и оксимов несимметричных кетонов характерна цис-транс-изомерия по связи C=N.

## Физические свойства
Оксимы обычно легкоплавкие твердые вещества, в чистом виде — белого цвета. Плохо растворяются в воде, хорошо в органических растворителях. Цис- и транс- изомеры различаются по физическим свойствам (температура плавления, спектры), взаимное превращение стереоизомеров происходит при действии кислот или облучении светом.
В ИК-области в спектрах оксимов наблюдаются слабые полосы валентных колебаний связей O-H при 3650-3500 см−1 и C=N при 1690—1650 см−1; валентные колебания N-O обуславливают сильную полосу поглощения при 960—930 см−1.

## Методы синтеза

### Синтез с образованием связи C=N
Наиболее распространенным лабораторным методом синтеза оксимов является реакции альдегидов и кетонов с гидроксиламином:
CH3COCH3 + NH2OH {\displaystyle \to } CH3(C=N-OH)CH3 + H2O
Сходным методом является взаимодействие водного гидроксиламина с алкинами, формально являющимися предшественниками карбонильных соединений:
R1С≡СR2 + H2NOH {\displaystyle \to } R1СH2C(=N-OH)R2
Другим широко используемым методом является изомеризация нитрозосоединений, содержащих водород в α-положении к нитрозогруппе:
Такая изомеризация проходит in situ при нитрозирования некоторых алканов (например, циклогексана нитрозилхлоридом NOCl) или соединений с активированной метильной либо метиленовой группой:
PhCOCH3 + C5H11ONO {\displaystyle \to } [ PhCOCH2N=O ] {\displaystyle \to } PhCOCH=N-OH
Аналогично проходит нитрозирование некоторых замещенных толуолов: нитротолуолы при взаимодействии с алкилнитритами в присутствии алкоксидов образуют соответствуюцие альдоксимы.
Нитрозирование замещенных нитрометанов также приводит к вводу оксимной группы при атоме углерода с образованием геминальных нитрооксимов — нитроловых кислот:
RCH2NO2 + HNO2 {\displaystyle \to } RC(NO2)=NOH + H2O

### Окисление или восстановление азота в C-N — соединениях
Оксимы также могут быть синтезированы окислением первичных аминов:
RR1CH-NH2 + H2O2 {\displaystyle \to } RR1C=NOH + H2O
либо восстановлением нитросоединений:
RCH2NO2 + [H] {\displaystyle \to } RCH=NOH + H2O

### Введение фрагмента CH=NOH
Специфическим методом синтеза ароматических оксимов является прямое введение альдоксимной группы в ароматическое ядро конденсацией бензола, его алкилпроизводных и фенолов с фульминатом ртути в присутствии хлорида алюминия:
C6H6 + Hg(ONC)2 {\displaystyle \to } C6H5CH=NOH

## Реакционная способность
Оксимы проявляют амфотерные свойства, являясь как очень слабыми основаниями, так и слабыми кислотами (pKa ~ 11, pKb ~ 12).
Оксимы под действием алкоголятов щелочных металлов депротонируются, образуя соответствующие соли, они также могут образовывать соли с переходными металлами, в последнем случае возможно комплексообразование, особенно в случае бидентантных оксимов. Так, например, диметилглиоксим (реактив Чугаева) образует с двухвалентным никелем прочный нерастворимый комплекс; эта реакция используется для гравиметрического определения никеля.

### Реакции по нуклеофильным центрам
Подобно карбонильному углероду альдегидов и кетонов, углерод оксимной группы является электрофильным центром, однако его электрофильность существенно ниже карбонильного углерода из-за меньшей, чем у кислорода, электроотрицательности азота.
Оксимы являются амбидентантными нуклеофилами, способными алкилироваться и по атому кислорода, и по атому азота: так, соли оксимов с щелочными металлами алкилируются алкилгалогенидами с образованием O-алкилоксимов:
RR1C=NOH + C2H5ONa {\displaystyle \to } RR1C=NONa + C2H5OH
RR1C=NONa + R2I {\displaystyle \to } RR1C=NOR2 + NaI
Алкилирование может идти и по атому азота, в этом случае образуются нитроны, к образованию нитронов ведет также присоединение к оксимам α,β-ненасыщенных карбонильных соединений:
Ацилирование оксимов ангидридами и хлорангидридами карбоновых кислот, а также азлактонами ведет к образованию O-ацилоксимов, реакцию обычно проводят в присутствии органических оснований (пиридин и т. п.):
RR1C=NOH + R2COX {\displaystyle \to } RR1C=NOCOR2 + XH ,
вместе с тем в некоторых случаях ацилирование ангидридами карбоновых кислот идет с высокими выходами и в отсутствие оснований: так, ацилирование оксима ацетофенона двукратным количеством уксусного ангидрида в отсутствие растворителя и основания дает O-ацетилпроизводное оксима ацетофенона с выходом 90 %.
Под действием кислотных и ацилирующих агентов (PCl5, P2O5, полифосфорные кислоты, хлорангидриды сульфокислот, ангидриды карбоновых кислот в жестких условиях) альдоксимы отщепляют воду с образованием нитрилов, так, оксим пентаацетил-D-глюкозы при нагревании в уксусном ангидриде в присутствии ацетата натрия образует пентаацетилглюкононитрил с выходом в 50 %):
RCH=NOH + Ac2O {\displaystyle \to } RCN + 2 AcOH
Кетоксимы в таких условиях перегруппировываются в амиды.
При взаимодействии с азотистой кислотой кетоксимы образуют N-нитроимины:
R2C=NOH + HNO2 {\displaystyle \to } R2C=N-NO2 + H2O

### Окисление и восстановление оксимов
Энергичными восстановителями оксимы восстанавливаются до аминов, также возможно восстановление до N-замещенных гидроксиламинов.
Оксимы дегидрируются с образованием иминоксильных радикалов:
R2C=NOH {\displaystyle \to } R2C=N-O•
Под действием перокситрифторуксусной кислоты, получаемой in situ из трифторуксусного ангидрида и перекиси водорода, оксимы окисляются до нитросоединений; в случае циклогексаноноксима реакцию проводят в кипящем ацетонитриле в присутствии буфера, при окислении оксимов α-дикетонов в α-нитрокарбонильные соединения в качестве растворителя может быть использован хлороформ или трифторуксусная кислота, необходимости в буфере в этом случае нет, предполагается, что первоначально образуется аци-форма нитросоединения, которая затем таутомеризуется:
RCOCR=NOH + CF3COOOH {\displaystyle \to } RCOCR=NO(OH) {\displaystyle \to } RCOCHRNO2
N-бромсукцинимид (NBS) реагирует с оксимами с образованием соответствующего гем-бромнитрозопроизводного:
R2C=NOH + NBS {\displaystyle \to } R2CBr(NO)
Под действием азотной кислоты кетоксимы дают гем-нитронитрозосоединения (псевдонитролы):
R2C=NOH + HNO3 {\displaystyle \to } R2CNO(NO2), альдоксимы нитруются до изомерных (и, в случае альдоксимов и таутомерных) псевдонитролам нитроловых кислот:
RCH=NOH + HNO3 {\displaystyle \to } R(CO)C(NO2)=NOH + H2O
Ароматические альдоксимы хлорируются с образованием гидроксамоилхлоридов (хлорангидридов иминных таутомеров гидроксамовых кислот, которые, в свою очередь, могут быть превращены в оксиды нитрилов:
Ph-CH=NOH + Cl2 {\displaystyle \to } Ph-CCl=NOH + HCl
Ph-CCl=NOH + Et3N {\displaystyle \to } Ph-C≡N+-O-

### Перегруппировки оксимов
Кетоксимы под действием кислотных и ацилирующих агентов перегруппировываются в амиды (Перегруппировка Бекмана). Перегруппировка стереоспецифична — к азоту мигрирует радикал, находящийся в транс-положении к гидроксилу:
RR1C=NOH {\displaystyle \to } RCONHR1
Перегруппировка Бекмана циклогексаноноксима является промышленным методом синтеза капролактама — мономера капрона (найлона-6):
Перегруппировку Бекмана также претерпевают O-замещённые кетоксимы (сложные эфиры оксимов, перегруппировка Бекмана-Чепмена):
RR1C=NOR2 {\displaystyle \to } RCONR1R2
Перегруппировка Бекмана может проходить и под действием P2S5, выступающего в роли и катализатора перегруппировки, и тионирующего агента, продуктом реакции в этом случае являются тиоамиды. Так, бензальдоксим в этих условиях образует тиобензамид:
PhCH=NOH + P2S5 {\displaystyle \to } PhCSNH2 ,
бензофеноноксим перегруппировывается в тиобензанилид:
(Ph)2C=NOH + P2S5 PhCSNHPh
α-Гидроксикетоксимы в условиях перегруппировки Бекмана расщепляются с образованием альдегида и нитрила (расщепление по Бекману или перегруппировка Вернера):
RCH(OH)CR1=NOH {\displaystyle \to } RCHO + R1CN + H2O
O-сульфонаты оксимов алифатических кетонов под действием оснований претерпевают перегруппировку, образуя азирины, гидролизующиеся далее до α-аминокетонов (перегруппировка Небера), эта реакция является синтетическим методом α-аминирования кетонов:

### Прочие реакции
Некоторые кетоксимы при нагревании «диспропорционируют» в кетоны и имины. Так, бензофеноноксим диспропорционирует в бензофенон и бензофенонимин с выходом последнего в 59-66 % от теоретического:
{\displaystyle {\ce {2Ph2C=NOH -> Ph2C=O + Ph2C=NH}}}

## Применение
Некоторые оксимы (аллоксим, диэтиксим, дипироксим, изонитрозин, пралидоксим) являются реактиваторами холинэстеразы и используются в качестве антидотов при отравлениях фосфорорганическими инсектицидами.
Оксим циклогексанона является крупнотоннажным продуктом, используемым в производстве капролактама.
Диметилглиоксим используется в аналитической химии для обнаружения и количественного определения никеля («реактив Чугаева»), никелевый комплекс этого вещества (диметилглиоксимат никеля) использовался в качестве красного пигмента.